# Edward Roguszczak
Edward Roguszczak (ur. 13 października 1927 w Siedleminie, zm. 13 czerwca 1997 we Wdzydzach) – rzeźbiarz, ceramik.

## Życiorys

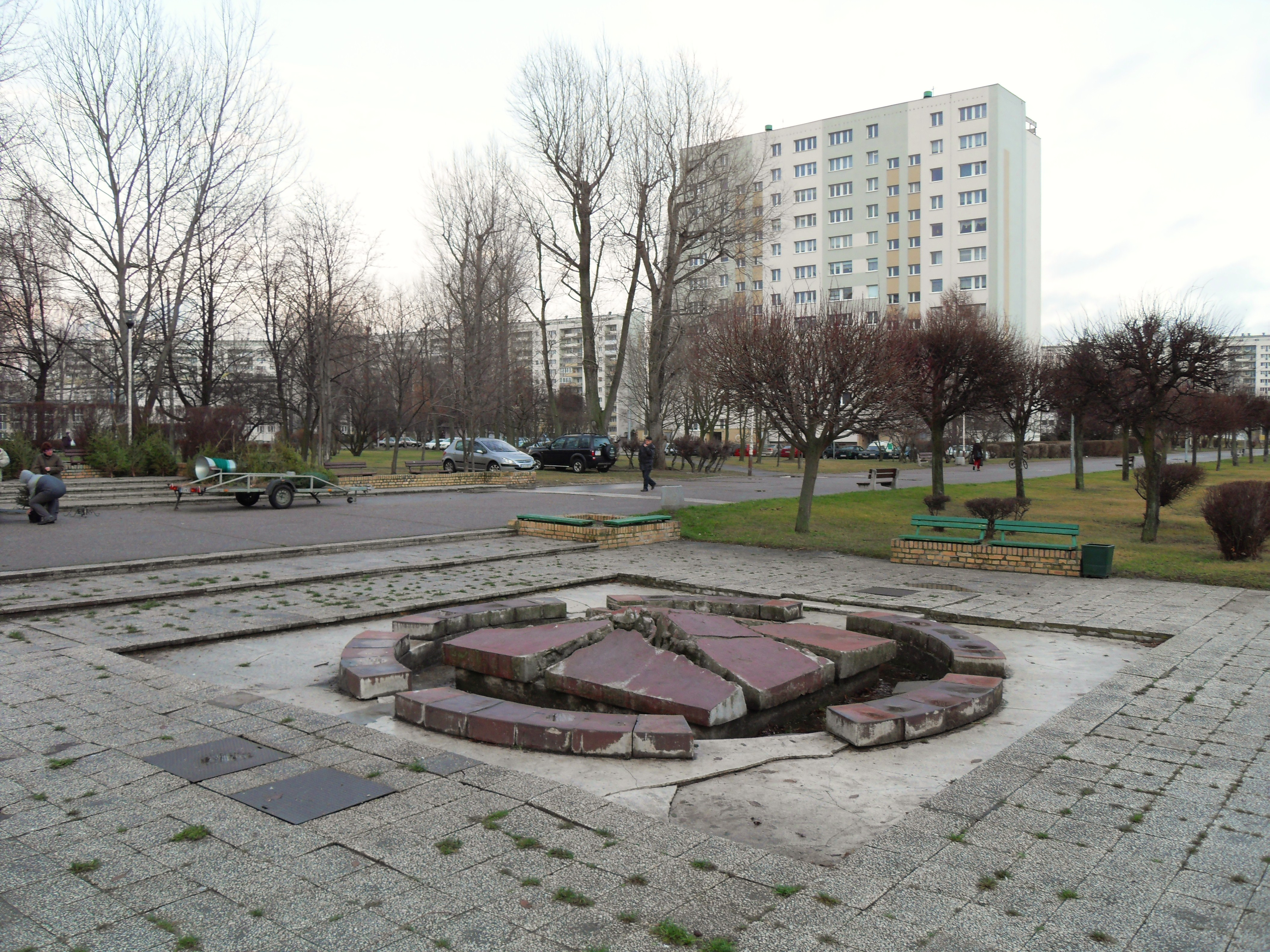
Ceramiczna fontanna w Gdańsku Żabiance autorstwa Edwarda Roguszczaka; forma spękanej suszą ziemi, z której tryskało źródło

Studiował w latach 1947–1951 w Państwowej Wyższej Szkole Sztuk Plastycznych w Poznaniu. Dyplom w Państwowej Wyższej Szkoły Sztuk Plastycznych w Gdańsku, w pracowni Stanisława Teisseyre’a w 1952 roku.
Brał udział przy pracach przy odbudowie ul. Długiej w Gdańsku. Członek Grupy Kadyńskiej.
Od roku 1970 członek AIC. Współtworzył z prof. Hanną Żuławską eksperymentalne warsztaty ceramiczne w Kadynach. Z inicjatywy Roguszczaka rodzi się (1970 rok) w BWA w Sopocie prestiżowa impreza o wysokiej randze artystycznej Międzynarodowe Trienalle Ceramiki. Artysta jest pomysłodawcą i spiritus movens tworzenia w Gdańsku Oruni, w zabytkowym kwartale zabudowań, Międzynarodowego Centrum Ceramicznego, służącego studiom i twórczej pracy. Został pochowany na gdańskim cmentarzu Srebrzysko (rejon IX, taras II wojskowy, skarpa, grób 9).

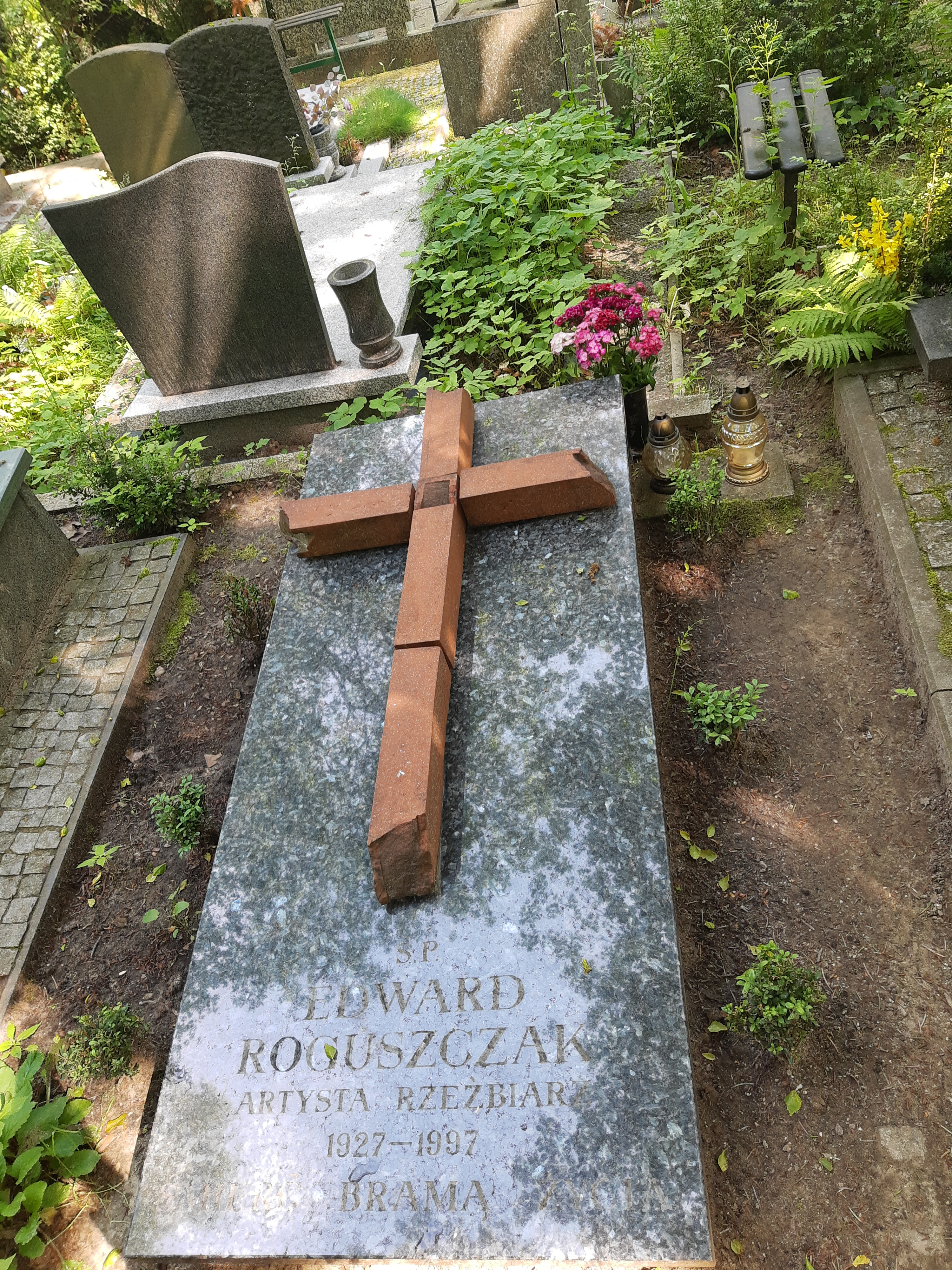
Grób Edwarda Roguszczaka na Cmentarzu Srebrzysko

Zdobywca 12 nagród i złotych medali na krajowych i zagranicznych wystawach i konkursach m.in.:
- 1962 wyróżnienie, Praga
- 1969 V nagroda, Gualdo Tadina
- 1969 Złotego Lwa, Faenza
- 1970 wyróżnienie, Vallauris
- 1970 I nagroda (równorzędna), Sopot
- 1973 I nagroda regulaminowa (równorzędna), Gdańsk
- Laureat Nagrody Miasta Gdańska w Dziedzinie Kultury(za 1991)[5]